# Coppa Libertadores (calcio a 5)
La CONMEBOL Libertadores Futsal è l'unica competizione continentale di calcio a 5 per club organizzata dalla CONMEBOL. È riservata alle squadre vincitrici dei rispettivi campionati nazionali. Già conosciuta anche come Torneo Sudamericano de Clubes de Futsal, ha assunto l'attuale denominazione dalla stagione 2013.

## Albo d'oro
| Stagione           | Sede           | Campione        | Risultato     | Secondo posto     | Terzo posto                      | Risultato                        | Quarto posto                     |
| ------------------ | -------------- | --------------- | ------------- | ----------------- | -------------------------------- | -------------------------------- | -------------------------------- |
| 2000               | Rio de Janeiro | Internacional   | 6 - 5         | Vasco da Gama     | San Lorenzo                      | Girone                           | Nacional                         |
| 2001               | Carlos Barbosa | Banespa         | 6 - 5         | Carlos Barbosa    | 6 de Agosto                      | 13 - 7                           | Deportivo Recoleta               |
| 2002               | Valera         | Carlos Barbosa  | 7 - 4 9 - 6   | Pumas del Ávila   | Banespa Polikennedy              | Banespa Polikennedy              | Banespa Polikennedy              |
| 2003               | Carlos Barbosa | Carlos Barbosa  | 8 - 2 5 - 1   | Nacional          | Minas Villa Modelo               | Minas Villa Modelo               | Minas Villa Modelo               |
| 2004               | Lima           | Jaraguá         | 13 - 6 8 - 1  | Kansas            | Samanes de Aragua Carlos Barbosa | Samanes de Aragua Carlos Barbosa | Samanes de Aragua Carlos Barbosa |
| 2005               | Itauguá        | Jaraguá         | 6 - 5 3 - 2   | U.A.A.            | Carlos Barbosa Malvín            | Carlos Barbosa Malvín            | Carlos Barbosa Malvín            |
| 2006               | Fusagasugá     | Jaraguá         | 5 - 2 8 - 3   | Santa Fe          | Atlântico Petro Sia              | Atlântico Petro Sia              | Atlântico Petro Sia              |
| 2007               | Jaraguá do Sul | Jaraguá         | 7 - 1 6 - 2   | Real Antioquia    | Carlos Barbosa Metálica          | Carlos Barbosa Metálica          | Carlos Barbosa Metálica          |
| 2008               | Jaraguá do Sul | Jaraguá         | 11 - 4 10 - 2 | Deportivo Táchira | Joinville Impresos Calderón      | Joinville Impresos Calderón      | Joinville Impresos Calderón      |
| 2009               | Jaraguá do Sul | Jaraguá         | a tavolino    | Real Antioquia    | Caxias CRE                       | Caxias CRE                       | Caxias CRE                       |
| 2010-11            | La Guaira      | Carlos Barbosa  | 8 - 0 8 - 1   | La Riviera Vargas | Paranaense Océano                | Paranaense Océano                | Paranaense Océano                |
| 2012               | Non disputata  | Non disputata   | Non disputata | Non disputata     | Non disputata                    | Non disputata                    | Non disputata                    |
| Coppa Libertadores |                |                 |               |                   |                                  |                                  |                                  |
| 2013               | Orlândia       | Intelli         | 7 - 2 4 - 1   | Águilas Doradas   | Trujillanos Minas                | Trujillanos Minas                | Trujillanos Minas                |
| 2014               | Erechim        | Atlântico       | 3 - 2         | Boca Juniors      | Intelli                          | 7 - 2                            | América del Sud                  |
| 2015               | Itapetininga   | BF Brasil Kirin | 5 - 1 4 - 2   | Real Bucaramanga  | CRE Boca Juniors                 | CRE Boca Juniors                 | CRE Boca Juniors                 |
| 2016               | Asunción       | Cerro Porteño   | 4 - 2         | Jaraguá           | Rionegro                         | 2 - 1                            | Kimberley                        |
| 2017               | Lima           | Carlos Barbosa  | 2 - 1         | Cerro Porteño     | Real Antioquia                   | 2 - 2 (3-2 dcr)                  | AFEMEC                           |
| 2018               | Carlos Barbosa | Carlos Barbosa  | 4 - 1         | Joinville         | BF Magnus                        | 6 - 5                            | Cerro Porteño                    |
| 2019               | Buenos Aires   | Carlos Barbosa  | 3 - 1         | Cerro Porteño     | Alianza Platanera                | 4 - 1                            | Panta Walon                      |
| 2020               | Non disputata  | Non disputata   | Non disputata | Non disputata     | Non disputata                    | Non disputata                    | Non disputata                    |
| 2021               | Florida        | San Lorenzo     | 4 - 3 (dts)   | Carlos Barbosa    | Delta te Quiero                  | 3 - 1                            | Corinthians                      |
| 2022               | Buenos Aires   | Cascavel        | 3 - 1         | Peñarol           | San Lorenzo                      | 4 - 2                            | Cerro Porteño                    |

## Statistiche

### Club
| Titoli | Squadra         | Anni                               |
| ------ | --------------- | ---------------------------------- |
| 6      | Carlos Barbosa  | 2002, 2003, 2010, 2017, 2018, 2019 |
| 6      | Jaraguá         | 2004, 2005, 2006, 2007, 2008, 2009 |
| 1      | Internacional   | 2000                               |
| 1      | Banespa         | 2001                               |
| 1      | Intelli         | 2013                               |
| 1      | Atlântico       | 2014                               |
| 1      | BF Brasil Kirin | 2015                               |
| 1      | Cerro Porteño   | 2016                               |
| 1      | San Lorenzo     | 2021                               |
| 1      | Cascavel        | 2022                               |

### Vittorie per nazione
| Titoli | Nazione   | Squadre |
| ------ | --------- | --- |
| 18     | Brasile   | Carlos Barbosa (6), Jaraguá (6), Internacional (1), Banespa (1), Intelli (1), Atlântico (1), BF Brasil Kirin (1), Cascavel (1) |
| 1      | Paraguay  | Cerro Porteño (1) |
| 1      | Argentina | San Lorenzo (1) |